# Robert Fossier
Pour les articles homonymes, voir Fossier.
Robert Fossier, né le 4 septembre 1927 au Vésinet (Seine-et-Oise) et mort le 25 mai 2012 à Meudon (Hauts-de-Seine), est un enseignant-chercheur et historien français.
Archiviste paléographe et professeur émérite des universités, titulaire de 1972 à 1993 d'une chaire d'histoire médiévale de l'Université Panthéon-Sorbonne, il est spécialiste de l'histoire du Moyen Âge occidental.

## Biographie

### Famille et études
Son père militaire, ancien combattant de la Grande Guerre, était hostile aux accords de Munich. Sa mère, professeur de piano, encourage son goût pour l'histoire et le roman. Il fait ses études secondaires à Paris, au lycée Janson-de-Sailly, puis au lycée Henri-IV où, lauréat du concours général en géographie, il entre en classe préparatoire. Il est admis seizième sur vingt à l'École nationale des chartes à l'issue du concours d'entrée de 1945. Il y obtient le diplôme d'archiviste paléographe en 1949 après avoir soutenu une thèse d'établissement intitulée La vie économique de l'abbaye de Clairvaux, des origines à la fin de la guerre de Cent ans (1115-1471).

### Carrière universitaire
Robert Fossier commence sa carrière comme conservateur à la bibliothèque historique de Paris (1949-1953). En 1953, il est reçu à l'agrégation d'histoire et enseigne par la suite au lycée de Fontainebleau (1953-1955) et au lycée Carnot de Paris (1955-1957).
Il rejoint ensuite la Sorbonne en tant qu'assistant en 1957, puis l'université Nancy-II en 1961 en tant que chargé de cours. Le 8 mars 1969, il obtient un doctorat en histoire avec une thèse intitulée La terre et les hommes en Picardie jusqu’à la fin du XIIIe siècle. En 1970, il est nommé professeur des universités à l'université Nancy-II. Il remplace Robert-Henri Bautier pour son cours d'histoire économique et sociale à l'École des chartes pour l'année 1970-1971, et assure ensuite ce cours en continu jusqu'en 1993.
Il est nommé professeur à l'université Paris-1 Panthéon-Sorbonne à compter du 1er octobre 1971, et succède à Édouard Perroy sur une chaire de professeur titulaire en histoire du Moyen Âge dans cette même université le 18 octobre 1972. Il dirige à plusieurs reprises le département d'histoire (en 1974 et en 1979). Il est professeur émérite à partir du 1er septembre 1993.
Membre de la Société de l'École des chartes, il en est le vice-président en 1989-1990, puis le président en 1990-1991, ainsi qu'en 2000. Il meurt le 25 mai 2012 à Meudon.
Robert Fossier a légué sa bibliothèque de recherche à l'université Polytechnique Hauts-de-France. Elle est à présent librement consultable dans une salle portant son nom à la bibliothèque universitaire, initialement sur le site du Mont Houy. Depuis 2022, l'ensemble de cette bibliothèque est conservée à la bibliothèque universitaire des Tertiales à Valenciennes.

## Apport à l'histoire du Moyen Âge
Comptant parmi les héritiers spirituels de Marc Bloch et de l’École des Annales (dans ses développements économiques et sociaux plutôt que religieux et culturels), Robert Fossier a travaillé presque exclusivement sur les sociétés rurales de l'Europe du Nord-Ouest de Charlemagne à la guerre de Cent ans.
En 1968, il publie sa thèse de doctorat intitulée : La Terre et les hommes en Picardie jusqu’à la fin du XIIIe siècle. L'Académie des inscriptions et belles-lettres lui décerne le prix Gobert en 1970 pour cet ouvrage.
À partir des années 1970, il concentre ses recherches et ses publications sur la paysannerie et la féodalité entre les XIe et XIIIe siècles.
Il crée le concept d'encellulement, en élargissant l'incastellamento de Pierre Toubert. Selon Robert Fossier, le regroupement villageois dans le nord du royaume de France, ne serait pas dû au seul incastellamento, mais plutôt à l'initiative seigneuriale en général, la seigneurie banale en particulier.
Dans son dernier livre, Ces gens du Moyen Age, Robert Fossier souligne l'aspect de la société médiévale qui nous est le plus familier, l'aristocratie, et il porte son attention sur les gens dont on parle le moins, ceux qui vivent autour de leur seigneur. Il constate « Je suis persuadé que l'homme médiéval, c'est nous ».

## Distinctions

### Prix
- Prix Gobert de l'Académie des inscriptions et belles-lettres pour l'ouvrage La Terre et les hommes en Picardie jusqu’à la fin du XIIIe siècle (1974)[21].
- Médaille d'argent du CNRS (1971)[22]
- Prix Thérouanne de l'Académie française pour l'ouvrage Histoire sociale de l’Occident médiéval (1971)[23].
- Prix de La Fons Mélicocq de l'Académie des inscriptions et belles-lettres pour l'ouvrage Catalogue des chartes de franchises de Picardie (1974)[24].
- Prix Yvan-Loiseau de l'Académie française pour l'ouvrage Le Moyen Âge (1984)[25].

### Décoration
- Chevalier de l'ordre des Palmes académiques (1971)[26].

## Publications
- Robert Fossier, La Terre et les hommes en Picardie jusqu’à la fin du XIIIe siècle, Paris, Louvain, Nauwelaerts, coll. « Publications de la Faculté des lettres et sciences humaines de Paris-Sorbonne / Recherches » (no 48-49), 1968, 828 p., 2 volumes (OCLC 419469369, BNF 35322101)
- Robert Fossier (dir.), Roger Agache, Pierre Deyon et André Fiette, Histoire de la Picardie, Toulouse, Privat, coll. « Univers de la France et des pays francophones / Histoire des provinces », 1974 (réimpr. 1988), 1re éd., 458 p., 23 cm (OCLC 417471014, BNF 34563792)
- Robert Fossier, Enfance de l'Europe : Xe – XIIe siècles, aspects économiques et sociaux, Paris, PUF, coll. « Nouvelle Clio » (no 17), 1982, 1re éd., 1125 p., deux tomes : I L'homme et son espace  (ISBN 2-13-037345-3 et 978-2-13-037345-2) et II Structures et problèmes  (ISBN 2-13-037374-7 et 978-2-13-037374-2) (OCLC 9349904, BNF 37698111)
- Robert Fossier, Paysans d'Occident : XIe – XIVe siècles, Paris, PUF, coll. « Historien » (no 48), 1984, 1re éd., 216 p., 21 cm (ISBN 2-13-038445-5 et 978-2-13-038445-8, OCLC 11574546, BNF 36606240)
- Robert Fossier, Villages et villageois au Moyen Âge, Paris, Christian, coll. « Vivre l'histoire », 1995, 163 p. (ISBN 2-86496-063-X et 978-2-86496-063-8, OCLC 299596782, BNF 37154573)
- Robert Fossier, L'histoire économique et sociale du Moyen Âge occidental : questions, sources, documents commentés, Turnhout, Brepols, coll. « Atelier du médiéviste » (no 6), 1999, 408 p. (ISBN 2-503-50860-X et 978-2-503-50860-3, OCLC 708539686, BNF 37222672)Titre alternatif : Sources de l'histoire économique et sociale du Moyen Âge occidental
- Robert Fossier, Le Travail au Moyen Âge, Paris, Hachette littérature, coll. « la vie quotidienne », 2000, 316 p. (ISBN 2-01-235429-7 et 978-2-01-235429-6, OCLC 45324446, BNF 37199406)
- Les relations des pays d'Islam avec le monde latin. Du milieu du Xe siècle au milieu du XIIIe siècle, Vuibert, 2000.
- Robert Fossier, Ces gens du Moyen Âge, Paris, Fayard, 2007, 408 p., 21 cm (ISBN 978-2-213-63286-5 et 2-213-63286-3, OCLC 213040327, BNF 41015157)Traduit en polonais : titre : Ludzie średniowiecza par Aneta Czupa, Cracovie 2009  (ISBN 978-83-7505-301-2).